# Jean Stoetzel
Jean Stoetzel, né le 23 avril 1910 à Saint-Dié-des-Vosges (Vosges) et mort le 21 février 1987 à Boulogne-Billancourt (Hauts-de-Seine), est un sociologue français spécialisé dans la théorie de l'opinion et la psychosociologie de la communication.
Il est l'introducteur en France de la méthode des sondages d'opinion.

## Biographie

### Jeunesse et études
Né dans un milieu catholique et conservateur d'un père receveur des postes, il est très tôt repéré comme un élève brillant. Admis en classes préparatoires littéraires au lycée Louis-le-Grand, il prépare le concours de l'École normale supérieure de la rue d'Ulm où il est reçu en 1932. Son mémoire d'études supérieures est consacré à la Psychologie de la réclame.
Il est reçu à l'agrégation de philosophie en 1937 au 3e rang. Il consacre sa thèse à la « Théorie des opinions », réalisée sous la direction de Maurice Halbwachs.

### Parcours professionnel
Une fois reçu à l'agrégation, Stoetzel est professeur détaché aux États-Unis, au sein de l'université Columbia, de 1936 à 1939. Il y rencontre George Gallup. Il revient en France pour fonder en novembre 1938 l'Institut français d'opinion publique (IFOP).
En 1940, il rédige un article « La psychologie sociale et la théorie des attitudes », puis en décembre 1941 « Théorie et pratique des sondages dans l'étude du public et des entreprises » dans lequel il réalise un premier exposé complet du procédé nouveau (théorie de l'échantillonnage,loi des grands nombres, plan d'enquête et recherche statistique des causes).
Il devient consultant au Service national des statistiques (SNS) dirigé par René Carmille et chef du Service de sondages et statistiques de la Fondation française pour l'étude des problèmes humains d'Alexis Carrel.
À partir de 1946, il enseigne à l'Institut d'études politiques de Paris,. Il y donne un cours de sociologie sur les élites.
À la création de l'Institut national d'études démographiques (INED), il dirige quelque temps la section de psychologie sociale mais préfère consacrer sa carrière à l'Université. Tandis que son adjoint, Alain Girard, poursuit son œuvre à l'INED, Jean Stoetzel fonde la Revue française de sociologie et devient le maître écouté de générations d'étudiants en sociologie et psychologie sociale.
De 1955 à 1978, il occupe la première chaire de cette discipline à la Sorbonne. En 1963 il publie une « Psychologie sociale », preuve que cette discipline a constitué pour lui une référence importante.
En 1977, il est élu à l'Académie des sciences morales et politiques où il fait le 4 février 1984 une communication sur les « sondages d'opinion ».
En 1979, après une « correction » apportée à un sondage, il démissionne de l'IFOP et crée le nouvel institut « Faits et opinions ».

## Prises de positions (Prises de position)
Dans sa thèse de 1943 sur l'opinion, il met en garde contre les faiblesses des sondages et l'auscultation de l'opinion :

« Celle-ci porte en effet sur des éléments souvent éphémères, insincères, vagues ou incompréhensifs et de surcroît traités par des enquêteurs dont la neutralité n'est pas toujours assurée. De plus, sur le fond, l'enquête va à l'encontre de la règle-postulat en sociologie, à savoir que la motivation consciente de nos actes n'a rien à voir avec leur véritable causalité. »

## Œuvres
- Théorie des opinions, 1943, Presses universitaires de France
- L'Étude expérimentale des opinions, 1943, Presses universitaires de France
- Jeunesse sans chrysanthème ni sabre, 1954, Plon
- Les Sondages d'opinion publique, 1973, Presses universitaires de France (avec Alain Girard)
- La Psychologie sociale, 1963, Plon ; 1978, Champs Flammarion
- Les Valeurs du temps présent. Une enquête européenne, 1983, Presses universitaires de France